# Inova
La patata Inova è una varietà di patata di importazione olandese a maturazione precoce.
È stata ottenuta da un incrocio dalle varietà Nicola e Impala. Per le sue caratteristiche è principalmente utilizzata nelle colture primaticce.
I Paesi Bassi sono al primo posto nello sviluppo di nuove varietà di patate e nell'esportazione di patate da semina certificate; questo è possibile grazie ad un elevato grado di ricerca tecnica.
Il centro ricerche della Facoltà di Agraria dell'Università di Wageningen ogni anno seleziona nuove varietà per una migliore resa produttiva e di commestibilità.
Per l'anno 2007 sono presenti 116 varietà di patate olandesi certificate.

## Caratteristiche del tubero
- forma = grande, lunga, ovale
- buccia = giallastra
- polpa = gialla

## Caratteristiche della pianta
La pianta è di media altezza, con foglie di colore verde o verde chiaro. La fioritura è scarsa o molto scarsa, con fiori tenuemente colorati, solamente all'interno della corolla.